# روث الدر
روث الدر (انگلیسی: Ruth Elder؛ ۸ سپتامبر ۱۹۰۲ – ۹ اکتبر ۱۹۷۷) یک هنرپیشه و خلبان و پیشگام هوانوردی اهل ایالات متحده آمریکا بود.
او یکی از اعضای مؤسس و بنیان‌گذاران ناینتی-ناینز بود.